# (13295) 1998 RE
1998 أر إي (ويعرف أيضًا باسم (13295) 1998 أر إي وفق تسمية الكوكب الصغير) (بالإنجليزية: 1998 RE)‏ هو كويكب ضمن حزام الكويكبات؛ وترتيبه 13295 من حيث الاكتشاف.
اكتُشف هذا الجُرم الفلكي بواسطة Atsushi Sugie ‏ في 2 سبتمبر 1998.

## وصلات خارجية
- (13295) 1998 RE في قاعدة بيانات مختبر الدفع النفاث لأجرام النظام الشمسي الصغيرة

- الاكتشاف · مخطط المدار ·  العناصر المدارية · المعلمات المادية

- (13295) 1998 RE على موقع ويكي سكاي: DSS2, SDSS, GALEX, IRAS, Hydrogen α, X-Ray, Astrophoto, Sky Map, Articles and images